# Голден, Артур
А́ртур Го́лден (англ. Arthur Golden; 6 декабря 1956 года, Чаттануга, Теннесси, США) — американский японист и писатель. Автор романа-бестселлера «Мемуары гейши», опубликованного в 1997 году. Его книга была продана тиражом более 4 миллионов экземпляров и переведена более чем на 30 языков.

## Биография
Артур Голден является представителем рода Оуксов—Сульцбергеров — основателей и владельцев The New York Times. Его мать является дочерью Артура Хэйса Сульцбергера и внучкой Адольфа Оукса.
Его родители Бен и Рут Голден развелись когда Артуру было 8 лет. Отец умер 5 лет спустя.
В 1974 году окончил Байлорскую школу.
Окончил Гарвардский университет со степенью бакалавра гуманитарных наук по истории искусства Японии.
В 1980 году получил степень магистра по японской истории в Колумбийском университете и выучил северокитайский язык.
После лета в Пекинском университете он перешёл на работу в Токийский университет.
По возвращении в США Голден получил степень магистра по английскому языку в Бостонском университете.
Он живёт вместе со своей семьёй в Бруклайне (штат Массачусетс). Имеет сына Хэйса и дочь Тесс.